# Sinoas
Les Sinoas (chinois traditionnel : 馬達加斯加華人) sont une ethnie d'origine chinoise habitant à Madagascar. Ils constituent la 3e communauté chinoise d'outre-mer d'Afrique, avec environ 100 000 personnes environ.